# William Jones (cầu thủ bóng đá người Anh)
William George Jones là một cầu thủ bóng đá người Anh của thập niên 1930. Ông thi đấu ở vị trí tiền vệ hoặc tiền đạo.
Sinh ra ở Chatham, Kent, Jones gia nhập Gillingham năm 1929 từ đội bóng quê nhà Chatham Town và có 46 lần ra sân cho câu lạc bộ ở Football League. Năm 1932 ông rời đi và gia nhập Sittingbourne.